# Harald Hauser (Fußballspieler)
Harald Hauser (* 13. Februar 2005) ist ein österreichischer Fußballspieler.

## Karriere
Hauser begann seine Karriere beim SV Ratzersdorf. Zur Saison 2018/19 wechselte er in die Jugend des SKN St. Pölten. Im Mai 2022 absolvierte er sein erstes und zugleich einziges Spiel für die Amateure des SKN in der Landesliga.
Zur Saison 2022/23 wechselte Hauser zum SKU Amstetten. In Amstetten gehörte er zwar von Beginn an zum Profikader, spielte aber zunächst noch für die Amateure in der sechsthöchsten Spielklasse. Im Oktober 2022 gab er dann sein Debüt in der 2. Liga, als er am 13. Spieltag jener Saison gegen die Young Violets Austria Wien in der 88. Minute für Dominik Weixelbraun eingewechselt wurde. Insgesamt kam er zu zwei Zweitligaeinsätzen für Amstetten.
Zur Saison 2024/25 wechselte Hauser zum viertklassigen USC Rohrbach/Gölsen.